# Cesare Dell'Acqua
Cesare Dell'Acqua (Pirano d'Istria, 22 luglio 1821 – Ixelles, 16 febbraio 1905) è stato un pittore e illustratore italiano.

## Biografia
Dopo aver compiuto i primi studi a Capodistria, dal 1833 fu a Trieste e dal 1842 al 1847 frequentò l'Accademia di Belle Arti di Venezia.
Dal 1848 fu a Bruxelles nello studio di Louis Gallait, dove si specializzò nella rappresentazione di avvenimenti storici. Tra il 1852 e il 1877 eseguì numerose opere a Trieste che lo resero famoso e richiesto. Fu fra l'altro incaricato dall'arciduca Ferdinando Massimiliano d'Asburgo di realizzare delle tele con fasi della storia del castello di Miramare che si trovano in una sala del secondo piano, denominata "Sala di Cesare Dell'Acqua".
Nel 1873 partecipò all'Esposizione Universale di Vienna e a quella di Londra dell'anno seguente. Si susseguono inviti in ambito internazionale che lo vedranno impegnato anche oltre oceano.
Nell'ultima parte della sua vita si trasferì definitivamente a Bruxelles dove si dedicò a dipinti per illustrazioni di libri.